# Supercoppa italiana 1999
La Supercoppa italiana 1999, denominata Supercoppa TIM per ragioni di sponsorizzazione, è stata la 12ª edizione della competizione disputata il 21 agosto 1999 allo stadio Giuseppe Meazza di Milano. La sfida è stata disputata tra il Milan, vincitore della Serie A 1998-1999, e il Parma, detentore della Coppa Italia 1998-1999.
La gara è stata vinta in rimonta dai gialloblù, che si sono presi la rivincita sui rossoneri vincitori nel 1992.

## Partecipanti
| Squadre | Qualificazione                         | Partecipazioni precedenti (il grassetto indica la vittoria) |
| ------- | -------------------------------------- | ----------------------------------------------------------- |
| Milan   | Vincitore della Serie A 1998-1999      | 5 (1988, 1992, 1993, 1994, 1996)                            |
| Parma   | Vincitore della Coppa Italia 1998-1999 | 2 (1992, 1995)                                              |

## Tabellino
| Arbitro: | Borriello (Mantova) |

|                      |           |                             |
| Guglielminpietro 54’ | Marcatori | 66’ Crespo 90+2’ Boghossian |

| Milan | Parma |

### Formazioni
| Milan              |    |                         |             |     |
|                    |    |                         |             |     |
| POR                | 1  | Sebastiano Rossi        |             |     |
| DC                 | 25 | Bruno N'Gotty           |             |     |
| DC                 | 5  | Alessandro Costacurta   | Ammonizione |     |
| DC                 | 3  | Paolo Maldini (c)       |             |     |
| TOD                | 2  | Thomas Helveg           |             | 77’ |
| CEN                | 4  | Demetrio Albertini      |             |     |
| CEN                | 23 | Massimo Ambrosini       |             |     |
| TOS                | 24 | Andrés Guglielminpietro |             |     |
| ATT                | 7  | Andrij Ševčenko         |             |     |
| ATT                | 20 | Oliver Bierhoff         |             |     |
| ATT                | 9  | George Weah             |             | 67’ |
| A disposizione:    |    |                         |             |     |
| P                  | 22 | Roberto Colombo         |             |     |
| D                  | 26 | Luigi Sala              |             |     |
| C                  | 13 | Ibrahim Ba              |             | 77’ |
| C                  | 21 | Federico Giunti         |             | 67’ |
| C                  | 27 | Serginho                |             |     |
| A                  | 11 | Maurizio Ganz           |             |     |
| A                  | 18 | Leonardo                |             |     |
| Allenatore:        |    |                         |             |     |
| Alberto Zaccheroni |    |                         |             |     |

| Parma            |    |                   |  |     |
|                  |    |                   |  |     |
| POR              | 1  | Gianluigi Buffon  |  |     |
| DC               | 6  | Saliou Lassissi   |  | 72’ |
| DC               | 21 | Lilian Thuram (c) |  |     |
| DC               | 17 | Fabio Cannavaro   |  |     |
| TOD              | 7  | Diego Fuser       |  | 86’ |
| CEN              | 14 | Alain Boghossian  |  |     |
| CEN              | 8  | Dino Baggio       |  |     |
| TOS              | 23 | Michele Serena    |  | 58’ |
| TRQ              | 10 | Ariel Ortega      |  |     |
| ATT              | 20 | Marco Di Vaio     |  |     |
| ATT              | 9  | Hernán Crespo     |  |     |
| A disposizione:  |    |                   |  |     |
| P                | 22 | Davide Micillo    |  |     |
| D                | 3  | Antonio Benarrivo |  | 86’ |
| D                | 19 | Stefano Torrisi   |  | 72’ |
| D                | 24 | Paolo Vanoli      |  | 58’ |
| C                | 4  | Roberto Breda     |  |     |
| C                | 18 | Giampiero Maini   |  |     |
| C                | 25 | Johan Walem       |  |     |
| Allenatore:      |    |                   |  |     |
| Alberto Malesani |    |                   |  |     |